# O Vento do Mar Aberto
O Vento do Mar Aberto foi uma telenovela brasileira exibida pela TV Cultura entre 6 e 31 de julho de 1981, às 21h. Baseada no romance de Geraldo Santos, foi escrita por Mário Prata e dirigida por Edison Braga.
Essa adaptação inaugurou a série Telerromance, da TV Cultura, que teve 17 produções.

## Enredo
Conta a história de Honório que, após cumprir pena na Penitenciária do Estado, tem sua vida como foco de interesse de uma jornalista.

## Elenco
- Herson Capri .... Honório
- Kate Hansen .... Camila
- Regina Braga .... Célia
- Flávio Galvão .... Bento
- Maria Isabel de Lizandra .... Marcela
- Cleyde Yáconis .... Clara
- José Parisi .... Tonho
- Guilherme Corrêa .... Almerindo
- Amaury Alvarez .... dr. Valério
- Cachimbo .... Candão
- Carlos Arena .... Menezes
- Célia Olga .... atriz
- Cuberos Neto .... Clóvis
- David José .... advogado Mário Alberto
- Edson França .... Boaventura
- Eduardo Abbas .... Indalécio (dono de bar)
- Eudes Carvalho .... Capituva
- Elza Maria .... Rosália
- Floriza Rossi .... Dolores
- J. França .... Henrique
- Luís Carlos Gomes .... policial Zizael
- Marcos Caruso .... Rafael
- Nina Braga .... Celinha
- Orestes Turano .... Eugênio
- Oswaldo Campozana .... delegado
- Oswaldo Taubaté .... livreiro
- Renato Dobal .... Dodô
- Walter Breda .... Eusébio
- Dante Ruy
- Kleber Afonso
- Osmar di Piero

## Trilha sonora
São demais os perigos dessa vida, na voz de Toquinho, é o tema de abertura da telenovela.